# Plattenburg (Burg)
Die Plattenburg ist eine Wasserburg im Landkreis Prignitz im Nordwesten Brandenburgs. Sie wurde 1319 das erste Mal urkundlich erwähnt. Die Plattenburg liegt im gleichnamigen Ort, der ein Gemeindeteil von Kletzke ist. Sie gab der 2001 gegründeten amtsfreien Gemeinde Plattenburg ihren Namen, zu der sich Kletzke und sieben weitere Gemeinden zusammenschlossen.

## Lage
Die Burg befindet sich in der Prignitz. Auf Grund ihrer malerischen Lage in der wald- und wasserreichen Gegend war die Burg im Mittelalter der Sommersitz der Bischöfe des Bistums Havelberg.

## Geschichte

### Entstehung und erste Nutzung

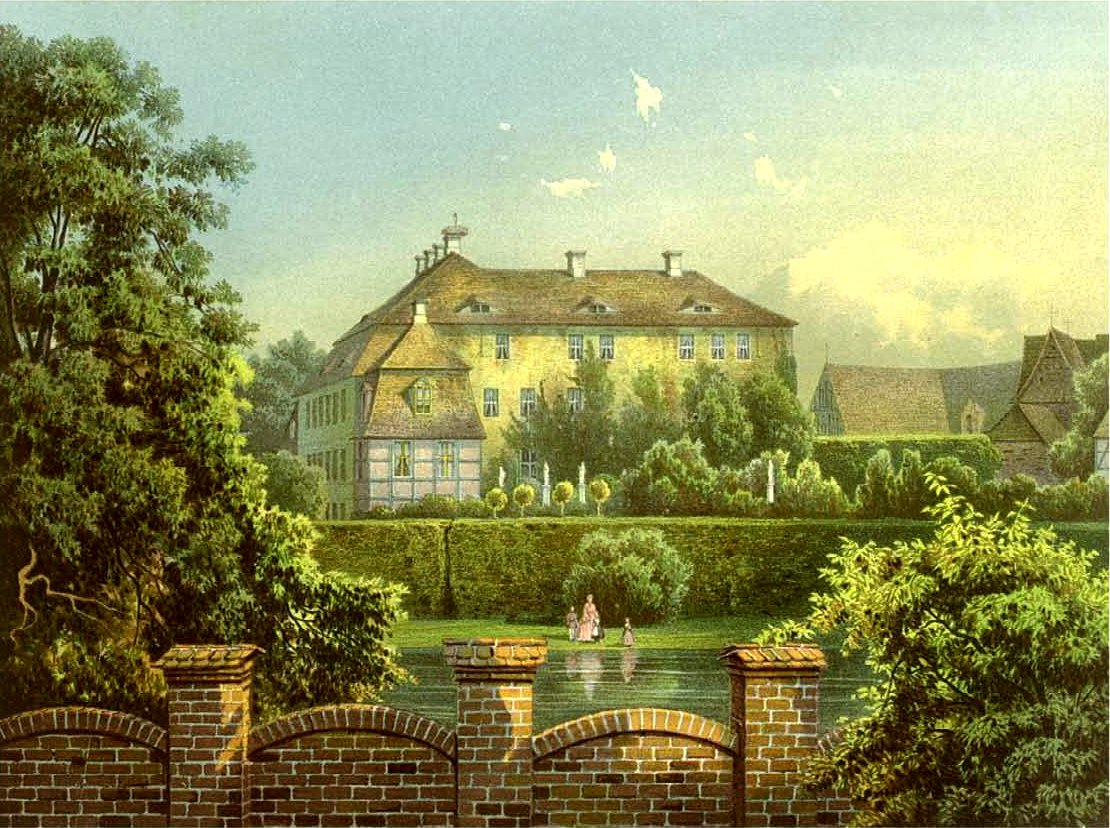
Plattenburg um 1860, Sammlung Alexander Duncker

Die Burg wurde wahrscheinlich vor 1200 angelegt; Bischof Reiner von Havelberg erwarb sie 1319 vom brandenburgischen Markgrafen Waldemar von Brandenburg. Sie diente bis 1548 als Sommerresidenz der Havelberger Bischöfe. Im gleichen Jahr wurde die Plattenburg 7. Prignitzer Kreis. Die Oberburg diente als Wohnhaus des Bischofs, die Vorburg zur Unterbringung seines Gefolges.
Nach dem Tod des letzten Havelberger Bischofs, Busso II. von Alvensleben, ließ Kurfürst Joachim II. von Brandenburg, der kurz zuvor zur lutherischen Kirche übergetreten war, 1551 seinen Sohn Friedrich IV. zum Bischof von Havelberg wählen.
Im Jahr 1552 verbrannte der Prediger Joachim Ellefeld die Wilsnacker Wunderbluthostien und wurde daraufhin auf der Plattenburg inhaftiert. Kurfürst Joachim II. von Brandenburg verpfändete die Burg seinem Kämmerer Matthias von Saldern, im Jahr 1560 Burg und Herrschaft (einschließlich Wilsnack) sogar als erb- und eigentümliches Lehen gegen Schloss Plaue.

### Erweiterungsbauten für die Familie von Saldern

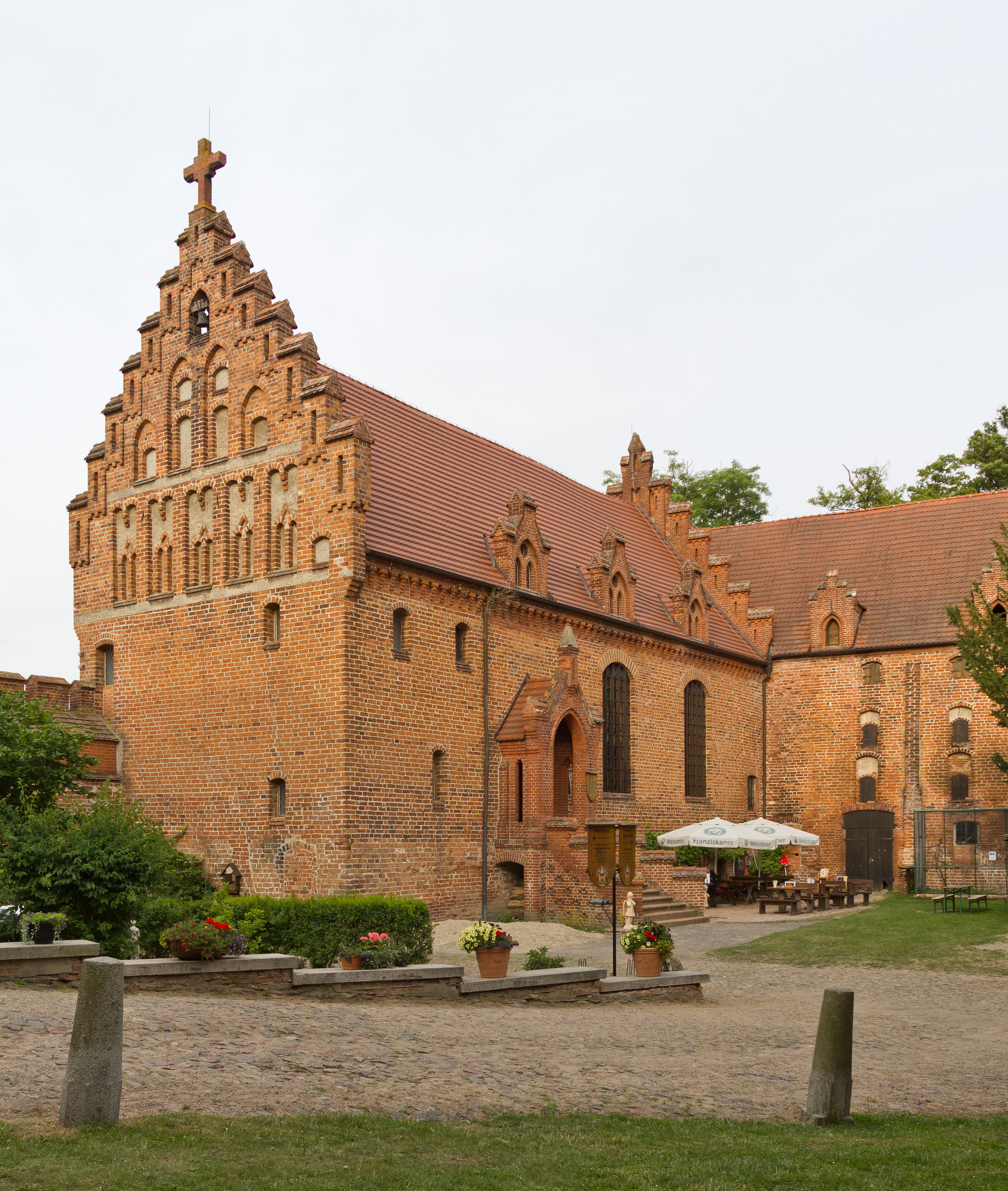
Schlosskapelle

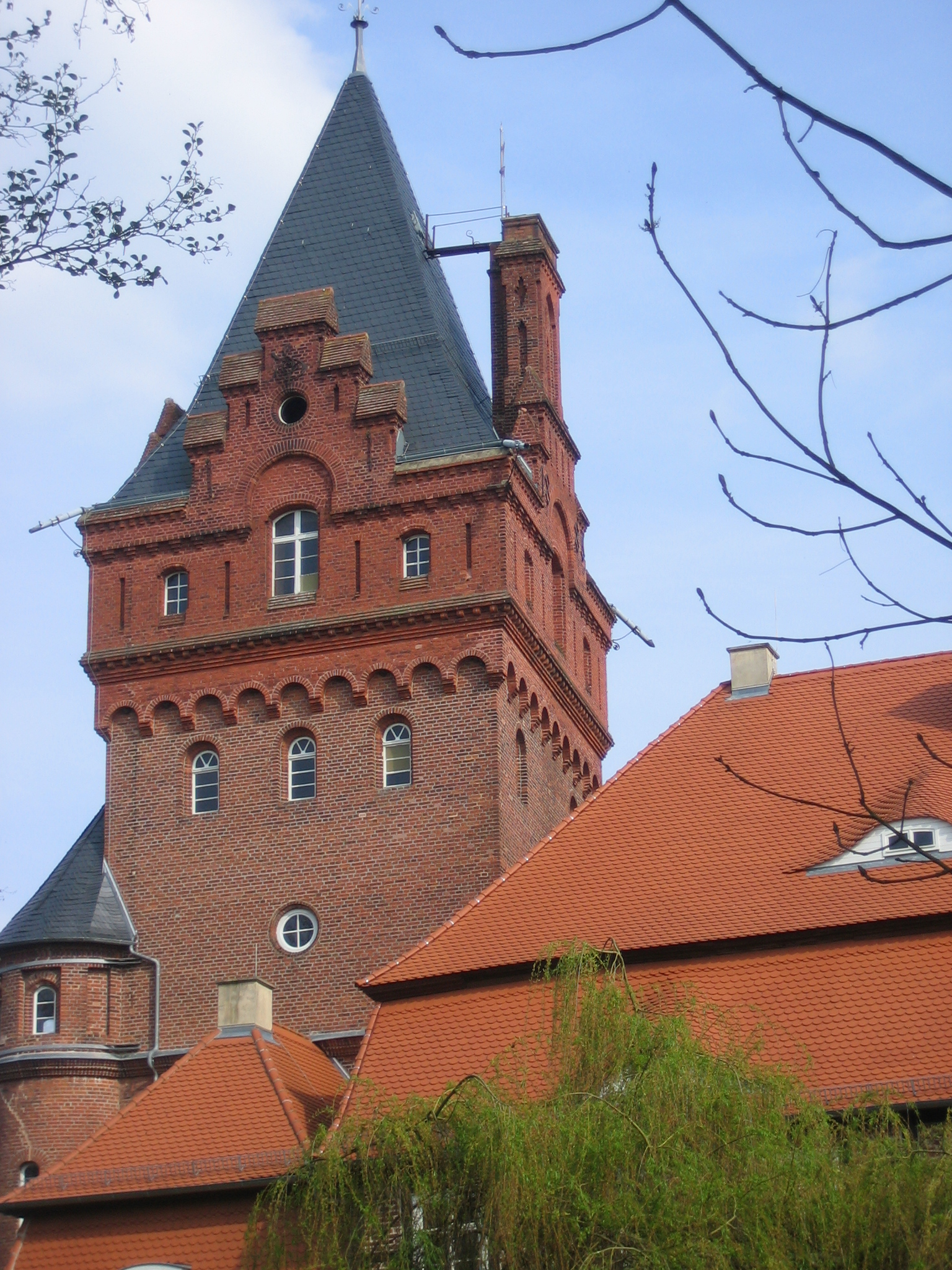
Turm der Plattenburg

Um 1600 erfolgte ein Ausbau der Oberburg im Stil der Spätrenaissance unter Burchard von Saldern. Im Jahr 1631, im Dreißigjährigen Krieg, stellte der Schwedenkönig Gustav II. Adolf einen Schutzbrief für die Herrschaft Plattenburg aus. Einige Zeit später richtete Burchard von Saldern eine neue Burgkapelle im Back- und Brauhaus ein. 1675 wurde die Burg durch schwedische Truppen belagert.
Im Jahr 1724 erfolgte der Bau des Fachwerkflügels; Architekt war Johann Jakob Müller aus Braunschweig. Dem Palas sollte durch Anbau von symmetrischen Pavillons das Aussehen eines Barockschlosses gegeben werden. Vor die Südseite wurde eine Terrasse mit Sandsteinputten gebaut.
Unter Adolf Friedrich von Saldern (1802–1862) kam es 1861 bis 1865 nach Plänen Friedrich August Stülers zu historisierenden Umbauten an den Gebäuden der Oberburg, die die Burg bis heute prägen. Im Mittelpunkt der Arbeiten standen die Neugestaltung des Rittersaales und einiger angrenzender Räume, die Erneuerung des Wohnflügels sowie die Erbauung eines neuen Turmes. Dieser war ein Stockwerk tiefer als der jetzige und ist erst 1883 unter Siegfried von Saldern nach einem Brand von Baurat Wilhelm Martens durch einen Aufbau zur heutigen Form erhöht worden. Kurz vor der großen Wirtschaftskrise um 1930 hatte der Saldernsche Besitz Plattenburg direkt einen Umfang von etwa 1627 ha.
Zwischen 1925 und 1945 übernahm Sieghard von Saldern das Gut Plattenburg. 1940 quartierten die deutschen Behörden kriegsgefangene Franzosen im Kapellenflügel ein; die Burg diente teilweise als Lazarett.

### Die Burganlage nach dem Zweiten Weltkrieg
Nach der Enteignung der Familie von Saldern im Jahr 1945 lebten bis 1960 Flüchtlingsfamilien auf der Burg. Die Gebäude der Unterburg gerieten in Verfall, Teile der Vorburg wurden unmittelbar nach 1945 abgerissen. 1969 wurde die Hochburg zum Ferienlager der Deutschen Reichsbahn ausgebaut, das bis 1991 genutzt wurde. Im selben Jahr gründete sich der Verein zur Förderung und Erhaltung der Plattenburg e. V., und die Restaurierungen begannen, die bis 2013 andauerten. Im Jahr 1995 weihte der Bund der Vertriebenen einen Gedenkstein für Opfer von Flucht und Vertreibung nach dem Zweiten Weltkrieg vor dem Knappenhaus – außerhalb der Burgmauer – ein.

### Nutzung seit 1993
Seit Anfang der 2000er Jahre beherbergt die Plattenburg Museumsräume, den Trauraum der Gemeinde Plattenburg und Übernachtungsmöglichkeiten für annähernd 30 Personen. Bis 2019 wurde die Gastronomie der Burg verpachtet; sie verwendet ein Kunstwappen, das keinen Bezug zur Geschichte der Burg hat. Seit 2022 kümmert sich der Verein zur Förderung und Erhaltung der Plattenburg e. V. um das Wohlergehen der Burg. Dem Förderverein gehören u. a. Mitglieder der Familie Saldern an. Seit Sommer 2022 sind wieder Führungen und Anmietungen der Burg unter Anfrage möglich. Im Winter 2022 eröffnete das Burgcafé der Plattenburg.
Die Plattenburg ist die vorletzte Station auf dem Pilgerweg von Berlin nach Wilsnack zur dortigen Wunderblutkirche.

## Veranstaltungen
- Aquamaria Festival
- Mittelalterliches Burgspektakel
- Plattenburger Tafelrunde im Restaurant im Burgkeller (mittelalterliches Gastmahl)
- Rocknacht auf der Plattenburg

## Architektur
Die gesamte Anlage der Wasserburg wird von einem Burggraben und teilweise einem zweiten Wallgraben umgeben. Sie besteht aus der Oberburg, dem Burghof und der Unterburg sowie einer früheren Kapelle und einer Vorburg, die aus den Wirtschaftsgebäuden entstand. Zwischen den Bauwerken erstrecken sich Gärten wie ein Kräutergarten, ein Waldgarten und ein Blumengarten.
Als architektonische Besonderheiten enthalten der Rittersaal und die Halle im Bischofsflügel beachtliche handwerklich-künstlerische Zeugnisse der Spätrenaissance (Tür, Sandsteintreppe, Kamin).
Das Knappenhaus in der Unterburg wurde im 16. Jahrhundert entlang der Wehrmauer errichtet und diente der Unterbringung des militärischen Schutzpersonals, später auch nur der Burgverwaltung. Das dreigeschossige Backsteingebäude wurde im Inneren im Jahr 1878 stark umgebaut. Seit 1993 steht es leer (Stand im August 2016), lediglich Fledermäuse und Vögel nutzen das Haus.